# بسکتن
بسکتن (به انگلیسی: Basketene) با فرمول شیمیایی C۱۰H۱۰ یک ترکیب شیمیایی با شناسه پاب‌کم ۱۳۸۵۳۸ است. که جرم مولی آن 130.186 g/mol می‌باشد. 